# Odin (Satellit)
Odin ist ein Weltraumteleskop für astronomische und aeronomische Untersuchungen im Radio- und Submillimeterbereich.
Der drei-Achsen stabilisierte Satellit ist ein Projekt unter schwedischer Leitung mit Beteiligungen aus Kanada, Frankreich und Finnland. Der Satellit wurde am 20. Februar 2001 mit einer Start-I-Rakete von Swobodny in Sibirien aus gestartet. Odin befindet sich in einer sonnensynchronen Erdumlaufbahn, die in etwa 600 km Höhe über dem Terminator über die Pole führt. Ursprünglich war Odin auf zwei Jahre Lebensdauer ausgelegt, ist aber inzwischen mehr als 18 Jahre in Betrieb. Das Operationszentrum ist in Esrange.
Der Antennendurchmesser beträgt 1,1 m. Beobachtungen sind in einem Frequenzband 486,1–503,9 GHz, drei überlappenden Bändern von 541,0–580,4 GHz sowie einem Band von 118,25–119,25 GHz möglich. Damit sind besonders Untersuchungen von Wasser und Sauerstoff im interstellaren Medium möglich.
Das OSIRIS (Optical Spectrograph and Infrared Imaging System) ermöglicht die Beobachtung in zwei Wellenbereichen. Ein Bereich umfasst ultraviolettes und sichtbares Licht mit einer Wellenlänge zwischen 280 und 800 nm, der andere Bereich ist ein Infrarotkanal mit einer mittleren Wellenlänge von 1,27 µm und einem Bandpass von 30 nm.